# Wączos
Wączos (kaszb. Wączos, niem. Wonczos) – kaszubska kolonia letniskowa w Polsce położona w województwie pomorskim, w powiecie chojnickim, w gminie Chojnice. Wieś jest częścią składową sołectwa Swornegacie. Wączos jest położony na terenie Zaborskiego Parku Krajobrazowego przy drodze wojewódzkiej nr 236 nad rzeką Chociną.
W latach 1975–1998 miejscowość administracyjnie należała do województwa bydgoskiego.